# Codex Sangallensis 48
Codex Sangallensis designado por Γ ou 037 (Gregory-Aland), ε 76 (von Soden), é um manuscrito uncial grego dos quatro evangelhos, datado pela paleografia para o século IX.
Actualmente acha-se no Stiftsbibliothek St. Gallen (48) em São Galo.

## Descoberta
Contém 198 fólios (23 x 18.5 cm) dos quatro evangelhos, e foi escrito em uno coluna por página, em 22 linhas por página. Contém respiração e acentos.
Contém a κεφαλαια ("capítulos"), τιτλοι ("títulos"), as seções amonianas e os cânones eusebianos.

## Texto
O texto grego do Evangelho segundo Marcos é um representante do Texto-tipo Alexandrino (semelhante ao Codex Regius), e no resto dos Evangelhos do texto Bizantino (como no Codex Athous Lavrensis). Aland colocou-o na Categoria III.
In João 1,15 ο οπισω ] ο πισω;